# Mackintosh and T.J. (album)
Mackintosh and T.J. è il trentunesimo album in studio del cantante statunitense Waylon Jennings, pubblicato nel marzo del 1976. L'album contiene la colonna sonora dell'omonimo film.

## Descrizione
Quattro brani sono cantati da Waylon Jennings (che è anche autore di tre brani) e uno da Willie Nelson, mentre i quattro rimanenti sono interamente strumentali.
L'album è stato pubblicato dall'etichetta discografica RCA Victor negli Stati Uniti, Australia e Canada in formato LP, musicassetta e Stereo8. Non risultano ristampe dell'album successive al 1976.

## Tracce
1. Waylon Jennings – All Around Cowboy – 2:48 (Jack Wesley Routh, Len Pollard)
2. The Waylors – Back In The Saddle Again (strumentale) – 2:25 (Gene Autry, Ray Whitley)
3. Waylon Jennings – Ride Me Down Easy – 2:40 (Billy Joe Shaver)
4. Johnny Gimble con "The Waylors" – Gardenia Waltz (strumentale) – 2:00 (Johnny Gimble)
5. Waylon Jennings – Bob Wills Is Still the King – 3:00 (Waylon Jennings)
6. Waylon Jennings – Shopping (strumentale) – 2:55 (Waylon Jennings)
7. Willie Nelson – (Stay All Night) Stay a Little Longer – 2:32 (Bob Wills, Tommy Duncan)
8. The Waylors con Ralph Mooney – Crazy Arms (strumentale) – 2:59 (Ralph Mooney, Chuck Seals)
9. All Around Cowboy (brano dal film) – 2:48 (Jack Wesley Routh, Len Pollard)

Durata totale: 24:07

## Crediti
- Waylon Jennings - voce, chitarra
- Willie Nelson - voce, chitarra (solo nel brano #7)
- Randy Scruggs - chitarra
- Johnny Gimble - fiddle
- Ralph Mooney - chitarra steel
- Gordon Payne - armonica
- Duke Goff - basso
- Richie Albright - batteria
- Bob Clark - coordinatore musicale